# Chubbuck (Idaho)
Chubbuck  ist eine Stadt im Bannock County im US-Bundesstaat Idaho. Die Einwohnerzahl betrug 2020 bei der Volkszählung 15.570. Chubbuck liegt unmittelbar nördlich von Pocatello und hat sich seit den 1960er Jahren mehreren Versuchen einer Eingemeindung in Pocatello widersetzt.

## Demografie
Nach einer Schätzung von 2019 leben in Chubbuck 15.588 Menschen. Die Bevölkerung teilt sich 2017 auf in 83,2 Prozent nicht-hispanische Weiße, 0,1 Prozent Afroamerikaner, 0,4 Prozent amerikanische Ureinwohner, 1,4 Prozent Asiaten, 0,1 Prozent Ozeanier und 4,3 Prozent mit zwei oder mehr Ethnizitäten. Hispanics oder Latinos aller Ethnien machten 10,4 Prozent der Bevölkerung von Chubbuck aus. Das mittlere Haushaltseinkommen lag bei 62.041 US-Dollar und die Armutsquote bei 11,9 Prozent.
| Jahr | Einwohner¹ |
| ---- | ---------- |
| 1950 | 120        |
| 1960 | 1.590      |
| 1970 | 2.924      |
| 1980 | 7.052      |
| 1990 | 7.791      |
| 2000 | 9.700      |
| 2010 | 13.922     |
| 2020 | 15.570     |

¹ 1950 bis 2020: Volkszählungsergebnisse

## Infrastruktur
Die Stadt liegt an der Interstate 85 und der U.S. Route 91.